# Acyrtaspis mistshenkoi
Acyrtaspis mistshenkoi är en insektsart som beskrevs av Andrej Vasiljevitj Gorochov 1993. Acyrtaspis mistshenkoi ingår i släktet Acyrtaspis och familjen vårtbitare. Inga underarter finns listade i Catalogue of Life.